# Статфіорд
Статфьорд — нафтове родовище у Великій Британії. Входить у Центрально-Європейський нафтогазовий басейн.

## Історія
Відкрите 1944 року.

## Характеристика
Глибина залягання покладів 2400-3200 м. Запаси 400 млн т.